# 宮本尊義
宮本 尊義（みやもと たかよし、1957年11月9日 - ）は、大分県大分市出身の元プロ野球選手（投手）。

## 来歴・人物
別府大附高ではエース。バッテリーを組んでいた高木昇とともに、1975年オフにドラフト外で阪神タイガースに入団。縦の割れる大きなカーブを武器とした。
一軍公式戦への出場がないまま、1981年に現役を引退。地元で不動産会社「阪神大分」を経営。

## 詳細情報

### 年度別投手成績
- 一軍公式戦出場なし

### 背番号
- 43 （1976 - 1981年）